# Диз-юит Монтан
Диз-юит Монтан е един от 19-те региона на Кот д'Ивоар. Разположен е в западната част на страната и граничи с Гвинея и Либерия. Площта му е 16 600 км², а населението, според преброяването през 2007, е приблизтелно 1,3 млн. души. Столицата на Монтан е град Ман.
Регионът е разделен на четири департамента – Ман, Данане, Банголо и Бианкума.